# Loïsa Puget
Pour les articles homonymes, voir Puget (homonymie).
Loïsa Puget, née le 11 février 1810 à Paris et morte le 24 octobre 1889 à Pau en France, est une compositrice française.

## Biographie
De son vrai nom, Louise Françoise Puget, elle est l'épouse du parolier Gustave Lemoine (1802-1885), frère aîné d'Adolphe Lemoine, alias Montigny, directeur du théâtre du Gymnase.
Elle fut célèbre par ses romances et ses chansonnettes, qu'elle donnait en concert ou dans les salons (à partir de 1830 et au-delà). Ses compositions « ont de l'entrain et de la gaieté », pour reprendre les termes de Fétis.
En 1836, elle fit représenter à l'Opéra-Comique Le Mauvais Œil et en 1869, au Gymnase, une opérette intitulée La Veilleuse, ou les Nuits de Milady.
Elle est inhumée avec son mari au cimetière urbain de Pau.
Loïsa Puget fut considérée comme « la première vedette de variétés françaises».
Lors de l’élaboration de la SACEM (Société des auteurs, compositeurs et éditeurs de musique), en 1851, Loïsa Puget en fut la première femme membre.
C’est sa maman, Jeanne-Françoise Stassny, qui lui a enseigné la musique quand elle était enfant, puis, c’est avec le compositeur Adolphe Adam qu’elle a étudié la composition et l’orchestration.
C’est dans les salons bourgeois que Loïsa Puget illustre son talent, mais au-delà du milieu mondain, on chante ses chansons dans les couvents et les pensionnats de jeunes filles, et ses pièces à la mode étaient également jouées dans les théâtres.
Ses créations furent publiées, et chantées en concert par les interprètes du moment, mais aussi par Loïsa Puget elle-même, qui n’était pas seulement compositrice, mais aussi chanteuse et se produisait en concerts en France.
Auteure de romances, et amie de George Sand, elle s’inspira de son roman Leone Leoni pour en faire une romance du même titre.
Elle composa plus de trois cent romances, dont les textes furent écrits par son époux Gustave Lemoine, dramaturge.
Elle connut un succès dans les années 1830 à 1845, et ce, jusqu’aux Etats-Unis, en Angleterre, et en Allemagne où ses plus grandes œuvres furent traduites.
Elle fut source d’inspiration pour des compositeurs tels qu’Henri Bertini, Adolphe Le Carpentier, Karl Czerny, Henri Herz, Franz Hünten, Friedrich Kalkbrenner et Henri Rosellen qui ont fait de ses romances des adaptations virtuoses pour clavier.

## Son opéra-comiquele Mauvais Oeil
Elle fut l’auteure en 1836, d’un seul et unique opéra-comique en un acte, intitulé le Mauvais Œil, sur un livret d’Eugène Scribe et de son époux Gustave Lemoine.
Hector Berlioz écrivit un article dans la revue et gazette musicale de Paris en 1836, dans lequel il critiqua sévèrement l’opéra-comique de Loïsa Puget, auquel il avait assisté.
En effet, il souligna dans cet article, que Loïsa Puget, talentueuse en matière de romances, en fit usage de réemploi dans cet opéra-comique.
Il souligne le manque d’originalité de sa musique, et va même jusqu’à pointer du doigt le manque de pertinence dans le choix de son instrumentation. Par le biais de cette critique, il énuméra beaucoup de maladresses dont elle aurait fait preuve selon lui, et va même jusqu’à la qualifier de «musicienne-fleuriste».
Il conclut son discours en écrivant que cette dernière ferait mieux « de réserver pour les salons une bonne partie des romances que sa fantaisie fait éclore chaque jour ».

## Fin de carrière
Malgré son succès, Loïsa Puget dut dans les années 1850, faire face à des difficultés financières très probablement causées par son père, Joseph Puget, qui s’adonnait à des spéculations avec son argent.
Aussi, son départ pour Pau, son dernier album datant de 1852, ainsi que son opérette Les nuits de milady de 1869 , marqueront la fin de l’engouement du public pour cette artiste.

## Œuvres

### Mélodies et romances
- Confession du brigand, Le Mousquetaire, Ave Maria[9], À la grâce de Dieu, La Bénédiction d'un père, Le Soleil de ma Bretagne
- Belle pour lui ! (paroles : Gustave Lemoine)
- Jeune fille, à quinze ans (paroles : Gustave Lemoine)
- La chanson du charbonnier, ou Blanc et Noir (paroles : Gustave Lemoine)[10]
- Roses et Quenouille, 1851 : paroles de Gustave Lemoine, musique de Loïsa Puget, gravure de Célestin Nanteuil (Couverture sur Gallica)
- Le Rhin allemand, à M. Wartel de l'Opéra : paroles d'Alfred de Musset, musique de Loïsa Puget, taille douce de Boïeldieu ; publication de La France musicale, 1870 (En ligne sur Gallica)
- La Madeleine de Silvio, à Mme Dorus-Gras, paroles de Gustave Lemoine (partition publiée par J. Meissonnier, à Paris)

### Ouvrages lyriques
- Le Mauvais Œil, opéra-comique en un acte, créé le 1er octobre 1836 au Théâtre de l'Opéra-Comique, salle de la Bourse[11]
- La Veilleuse, ou les Nuits de Milady, opérette créée le 27 septembre 1869 au Théâtre du Gymnase